# 호소카와 쓰나토시

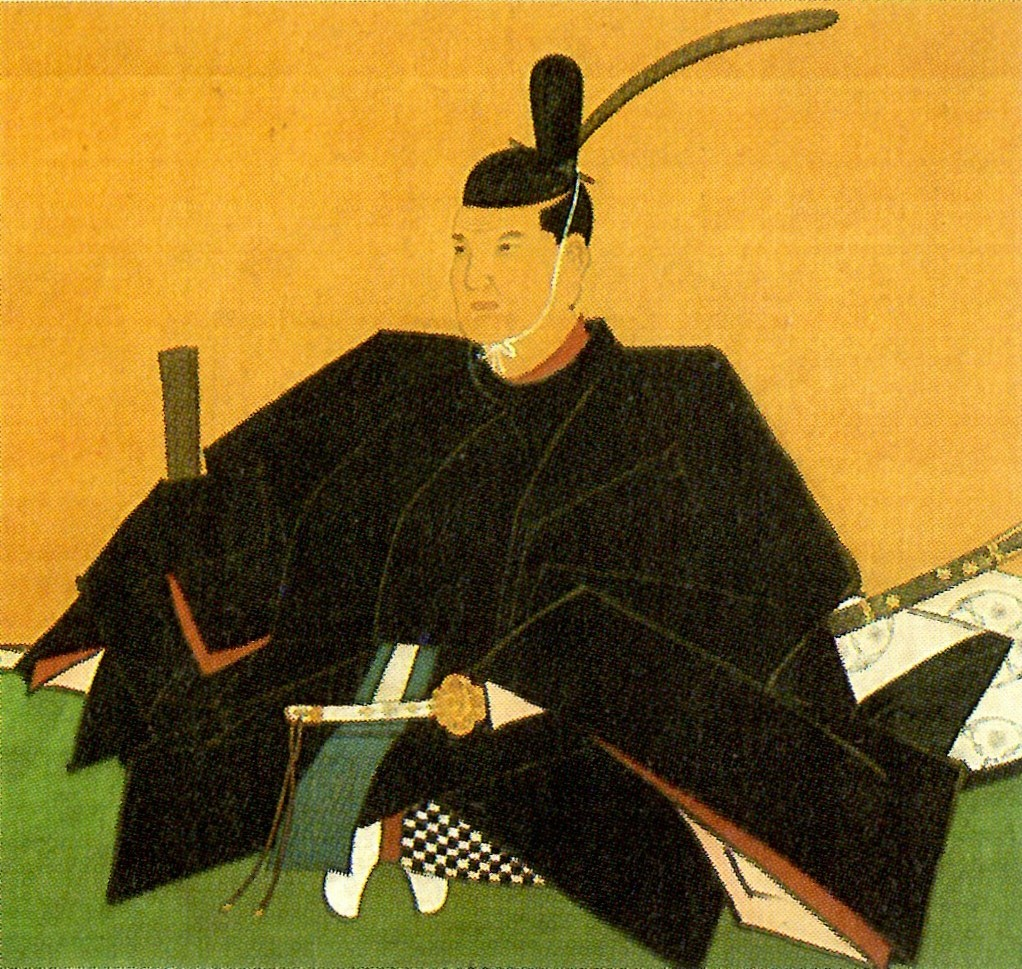
호소카와 쓰나토시

호소카와 쓰나토시(일본어: 細川綱利, 1643년 2월 26일 ~ 1714년 12월 18일)는 에도 시대 전기부터 중기까지의 다이묘이다. 히고 구마모토번 제3대 번주를 지냈다. 구마모토 번 호소카와가(熊本藩細川家) 제4대 당주. 아코 사건 이후부터 오이시 요시오 등 복수 사건을 일으킨 자들의 신변을 담당하였다.
| 전임 호소카와 미쓰나오 | 제3대 구마모토번 번주 (히고 호소카와가) 1649년 ~ 1712년 | 후임 호소카와 노부노리 |